# Principe Oddone (avviso)
Il Principe Oddone (già Hess) è stato un avviso a ruote di II classe della Regia Marina (già della k.u.k. Kriegsmarine), nonché un piroscafo lacuale italiano.

## Caratteristiche
Costruito come battello lacuale per il trasporto di passeggeri e merci, l'Hess, dotato di un ridotto armamento per l'impiego militare, rimaneva ovviamente un'unità dal valore bellico molto contenuto, impiegabile solo per compiti di vigilanza in acque lacustri e bombardamento di disturbo contro comunicazioni e strutture costiere, nonché contro cannoniere di armamento eguale od inferiore. Lo scafo era in legno.
L'armamento dell'unità consisteva in origine in due cannoni in ferro a canna rigata da 18 libbre e due obici in ferro ed a canna liscia da 7 libbre. Dopo il passaggio sotto bandiera italiana, nel 1866, i quattro pezzi d'artiglieria vennero sbarcati e sostituiti con due cannoni in ferro ed a canna liscia da 12 libbre ed un cannone-obice, anch'esso in ferro a canna liscia, da 3 libbre.
L'apparato motore consisteva in una macchina alternativa a vapore che, alimentata da una caldaia, sviluppava una potenza di 100 hp (74 kW) nominali, azionando due ruote a pale laterali. La nave aveva inoltre due alberi, trinchetto armato a vele quadre e maestro a vele auriche (armamento velico a brigantino goletta).

## Storia
Ordinato nel 1851 ai cantieri Escher Wyss di Zurigo dalla «Società di navigazione a vapore del Lago di Garda», il piroscafo avrebbe dovuto essere un battello a ruote per il trasporto di merci e passeggeri, ma nel 1852 la società proprietaria lo vendette per 49.800 fiorini, mentre era ancora in costruzione, al governo austro-ungarico del Regno Lombardo-Veneto. Battezzato Hess in onore del generale che era stato capo di stato maggiore nella guerra 1848-1849, il piroscafo venne completato come piroscafo a ruote armato con quattro bocche da fuoco di piccolo calibro, e, terminata la costruzione in sezioni a Zurigo, venne trasferito a Riva del Garda, ove fu riassemblato e varato nel maggio 1852, entrando poi in servizio nello stesso anno per la flottiglia austroungarica del Lago di Garda. Pur essendo unità militari, l'Hess e gli altri piroscafi armati disimpegnavano anche il servizio di trasporto dei passeggeri tra le località rivierasche.

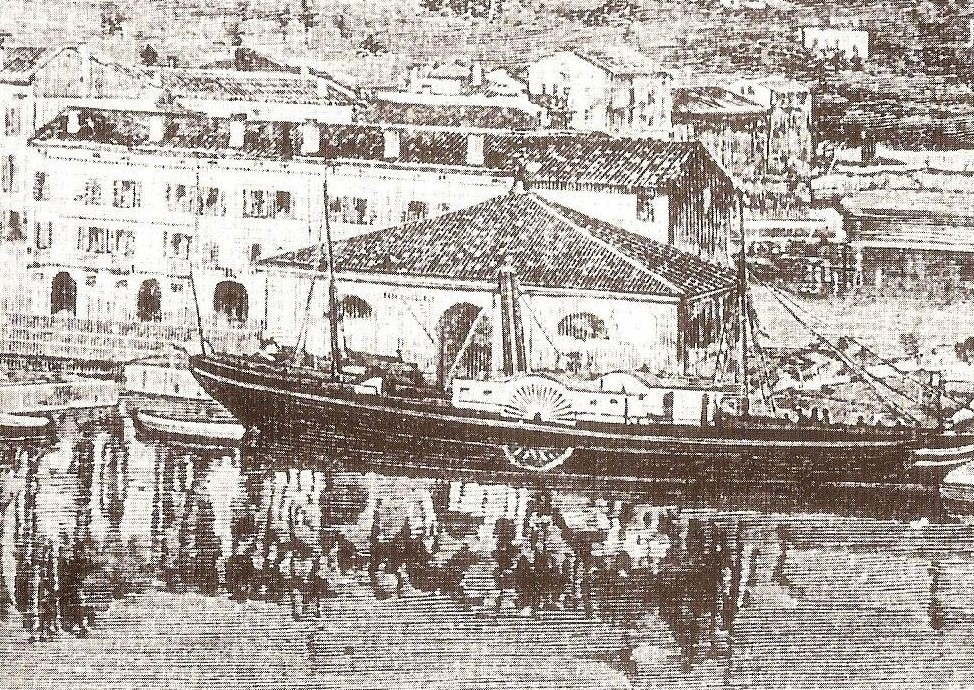
LHess in un’incisione non molto rispondente alla realtà.

Nel giugno 1859 l'Hess, insieme agli altri due piroscafi armati (Benaco e Franz Joseph) ed alle cannoniere che componevano la flottiglia austro-ungarica del Garda, partecipò alle operazioni della seconda guerra d'indipendenza. In tali operazioni, mancando qualsiasi unità navale francese o sardo-piemontese, le unità austroungariche non ebbero un ruolo di rilievo, subendo però la perdita del Benaco, affondato al largo di Salò da una batteria piemontese, il 20 giugno 1859.
Conclusosi il conflitto con l'annessione al Regno di Sardegna della sponda lombarda del lago, l'Hess ed il Franz Joseph limitarono il loro servizio alle sole sponde veneta e trentina.
Allo scoppio della terza guerra d'indipendenza, nel giugno 1866, la flottiglia austroungarica aveva base a Torri del Benaco e contava, oltre all'Hess ed al Franz Joseph, anche su nove cannoniere (tre ad elica e due a vela) ed undici lance armate, con un totale di 62 pezzi d'artiglieria e 10 spingarde: una forza di molto superiore alle sei piccole e male armate, nonché impreparate, cannoniere italiane (cui si aggiungeva il piroscafo a ruote Benaco, requisito ed adibito al trasporto dei rifornimenti). Ciò permise alle navi imperiali di avere l'iniziativa nel corso delle operazioni: il 1º luglio 1866 l'Hess, insieme ad alcune cannoniere, bombardò la stazione ferroviaria di Desenzano, provocando tuttavia danni di scarsa importanza.
Alle cinque di mattina del 2 luglio 1866 due cannoniere austroungariche spararono sette colpi di cannone contro Gargnano, e poco dopo venne inviato a rinforzarle l'Hess, che, dopo aver transitato davanti al paese di Villa, abbandonato dagli abitanti, tornò a Gargnano e riprese a cannoneggiare l'abitato per un'ora, raggiunto da una terza cannoniera e durante il pomeriggio da un'altra ancora. Le unità austriache fecero ritorno a San Vigilio solo alle sei di sera, in seguito alla reazione di una batteria italiana appostatasi nei pressi di Gargnano: nel corso del bombardamento (cui aveva preso parte anche il Franz Joseph) venne pesantemente danneggiato l'abitato di Gargnano, con un morto ed otto feriti tra i garibaldini del 2º Reggimento Volontari Italiani là concentrati.
All'alba del 10 luglio l'Hess cannoneggiò il bacino di raddobbo di Desenzano, ov'erano ormeggiate tre cannoniere italiane, arrecando inoltre gravi danni al piroscafo Benaco.
Altre azioni che videro protagoniste le unità austro-ungariche avvennero lo stesso 10 luglio (bombardamento della strada di Bogliaco, ov'era appostata una batteria garibaldina: scarsi i danni) e soprattutto tra il 19 ed il 20 luglio. Il 19 luglio, infatti, l'Hess, insieme alle cannoniere Speiteufel, Wildfang e Scharfschütze, attaccò e cannoneggiò il piroscafo Benaco, partito da Salò e diretto a Gargnano al comando del capitano Chirotti e con a rimorchio il barcone Poeta, per trasportare 100.000 razioni di viveri. Il tiro dell'Hess arrecò seri danni al Benaco, che tuttavia, inseguito dalla Wildfang e dalla Scharfschutze, riuscì a raggiungere Gargnano in serata. Le due cannoniere bombardarono quindi Gargnano, provocando gravi danni agli edifici, e due vittime tra i garibaldini. All'alba del 20 luglio l'Hess e la Speiteufel, partiti da Torri, raggiunsero Gargnano e ripresero il cannoneggiamento, incendiando varie case ed il municipio e mettendo in fuga la popolazione, poi un canotto armato raggiunse il Benaco, abbandonato nottetempo dall'equipaggio che lo aveva privato di tutto ciò che era asportabile, bandiera compresa, e ne tagliò gli ormeggi: il piroscafo così catturato venne rimorchiato a Peschiera del Garda, mentre il Poeta, che aveva tentato di proseguire, affondò al largo di San Carlo. La presenza della preponderante flottiglia austroungarica impedì inoltre i collegamenti tra Desenzano, Salò, Gargnano e Limone.

Il Principe Oddone in arrivo a Desenzano del Garda, dopo la trasformazione in piroscafo passeggeri.

In seguito alla conclusione del conflitto, comunque, il Veneto passò al Regno d'Italia, e con esso anche la flottiglia austro-ungarica. Ceduto dall'Austria al governo italiano per 41.500 franchi svizzeri il 18 ottobre 1866, l'Hess venne ribattezzato Principe Oddone – in memoria del terzogenito di Vittorio Emanuele II, il principe Oddone Eugenio Maria, duca di Monferrato, deceduto il 22 gennaio 1866 a meno di venti anni d'età –, ed il 2 dicembre 1866 venne iscritto nel Quadro del Naviglio della Regia Marina come avviso a ruote di II classe.

Essendo tuttavia venuta meno la necessità di tante unità da guerra su uno specchio d'acqua ormai quasi completamente italiano, il Principe Oddone ebbe un servizio militare estremamente breve: messo in disarmo subito dopo la cessione all'Italia, dopo qualche mese, pur restando formalmente di proprietà della Regia Marina, l'avviso venne dato in gestione nel 1867 alla «Società Strade Ferrate dell'Alta Italia» (SFAI), che aveva ottenuto dal governo italiano la concessione del servizio regolare di trasporto merci e passeggeri sul lago. La SFAI iniziò il proprio servizio, con quattro piroscafi (Principe Oddone, Benaco, San Marco – ex Franz Joseph – e Sirmione), il 21 gennaio 1867, effettuando un collegamento tre volte alla settimana tra Riva, Peschiera e Desenzano. 

Il Principe Oddone ed il San Marco in uso come battelli per passeggeri.

 Nel 1879 il servizio divenne a doppie corse giornaliere (discendenti al mattino ed ascendenti al pomeriggio), e nel 1885 passò alla «Società delle Ferrovie Meridionali», detta «Adriatica».
Per essere adattato al servizio passeggeri il Principe Oddone, nel corso degli anni, subì drastici lavori di rimodernamento, che ne mutarono completamente l'aspetto: l'armamento venne eliminato, la prua a clipper, con bompresso, venne sostituita con una prora dritta da battello, mentre a poppa venne ricavato un salone coperto (mezzo salone). Venne inoltre eliminato l'albero poppiero (quello prodiero fu sostituito con uno più piccolo e privo di pennone) e furono apportate varie modifiche a scafo, tamburi delle ruote e sovrastrutture, trasformando di fatto il Principe Oddone in un piroscafo passeggeri a ruote.
Formalmente restituito alla Regia Marina, il Principe Oddone venne radiato nel 1880, riprendendo poi il servizio sul Garda come nave mercantile a tutti gli effetti. Reso obsoleto e superfluo dai nuovi battelli entrati in servizio, il piroscafo venne avviato alla demolizione nel 1890.